# Tāj-al-Salṭana
Tāj-al-Salṭana (in persiano: تاج السلطنه‎; Teheran, 14 febbraio 1883 – Teheran, 25 gennaio 1936) è stata una principessa e scrittrice persiana della dinastia Qajar.
Viene considerata la prima femminista persiana.

## Biografia

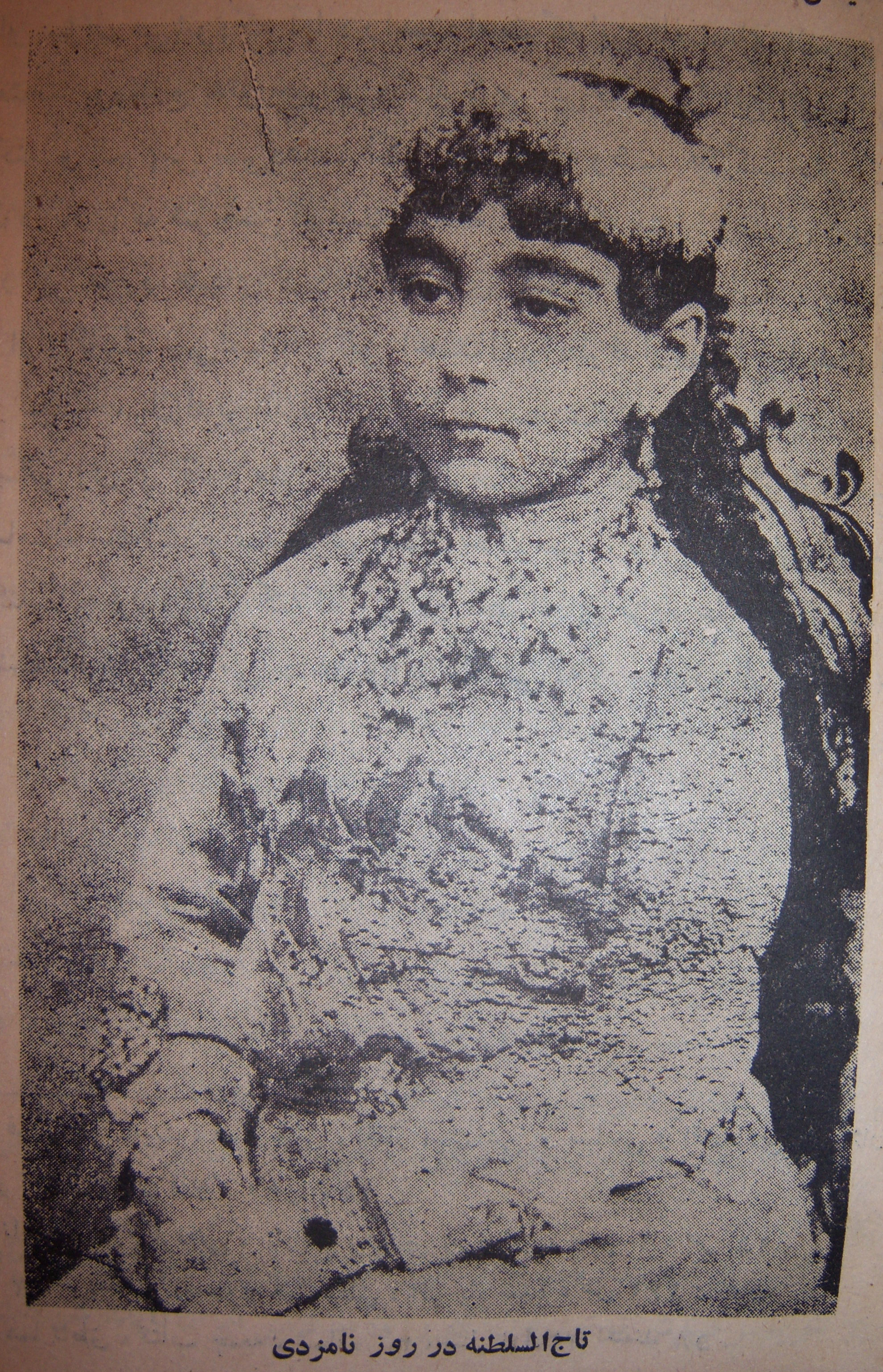
Taj-al-Saltaneh

Figlia dello scià Nasser al-Din Shah Qajar e della consorte Maryam Turan al-Salṭana, la principessa Taj-al-Saltana nacque nel 1883 (1301 d. H.). All'età di 7 anni iniziò a frequentare la scuola, dove, oltre al persiano, imparò l'arabo e il francese.
All'età di 10 anni venne data in sposa ad Amir Hussein Khan Shoja'al Saltaneh, da cui divorziò nel 1899, dopo aver dato alla luce quattro figli (due femmine e due maschi), poi affidati al padre.
Nel 1908 si risposò con Kowloer Ahasi.

## Interesse per l'arte e la letteratura
Durante gli studi conobbe le opere di Victor Hugo, Jean-Jacques Rousseau e Otto von Bismarck, che furono di ispirazione per la scrittura delle sue memorie (Ḵāṭerāt)
Di Tāj-al-Salṭana si ivaghì il noto poeta persiano Aref Qazviní, che le dedicò il famoso poema Ey Tadj.

## Diritti delle donne
(Tāj-al-Salṭana, Memorie)
Tāj-al-Salṭana è considerata una femminista e una pioniera dei diritti delle donne in Iran. Fu infatti tra le fondatrici del gruppo clandestino per i diritti delle donne persiane chiamato Anjoman Horriyyat Nsevan (Società della libertà delle donne), creato nel 1910 per rivendicare l'eguaglianza delle donne.
Scrittrice, pittrice, intellettuale ed attivista, organizzava incontri letterari a casa sua una volta alla settimana. È ricordata anche per essere stata la prima donna della corte reale a togliersi lo hijab ed indossare vestiti occidentali.
Le sue memorie furono pubblicate nel 1996 con il titolo di Coronazione angustiosa: Memorie di una principessa persiana. Dall'harem alla modernità 1884-1914, con una prefazione di Abbas Amanat, tradotte da Anna Vanzan e Amin Neshati.
Morì nel 1936. I suoi resti riposano nel cimitero di Tajrish.
La sua vita, i suoi scritti e le sue idee femministe sono oggetto degli studi mediorientali delle università di Teheran e Harvard.

## Titoli e onorificenze
- "Begum Khanoum" (sua eccellenza la signora).
- "Amirzada o Amirzadi" (principessa).